# Mats Mason
Mats Gustav Andersson Mason, född 24 februari 1894 i Eskilstuna, Södermanlands län, död 26 januari 1983 i Järfälla församling, Stockholms län, var en svensk målare och tecknare. 
Han var son till verkmästaren Anders Gustaf Andersson och Fredrika Vilhelmina Larsson och från 1930 gift med modetecknaren Ella Linnéa Ingeborg Nilsson. Mason studerade på Valands målarskola 1918-1919 och under ett halvår vid André Lhotes konstskola i Paris samt under ett antal studieresor 1922-1924. Separat ställde han ut på Fahlcrantz konstsalong i Stockholm 1936 och i ett stort antal hotellutställningar på landsorten. Han medverkade i Salon d'Automne i Paris 1923 och i samlingsutställningar arrangerade av Sveriges allmänna konstförening och Roslagens konstnärsgille. Bland hans offentliga arbeten märks en fresk för Eskilstuna teater. Han medverkade som karikatyrtecknare i Svenska Dagbladets teaterspalt och utförde illustrationsuppdrag för ett flertal veckotidningar. Hans konst består av blomsterstilleben, nakna figurer, gatuscener, interiörer, barnporträtt och landskap från norra Afrika och Roslagen.